# Holotrichia kiotonensis
Holotrichia kiotonensis är en skalbaggsart som beskrevs av Brenske 1894. Holotrichia kiotonensis ingår i släktet Holotrichia och familjen Melolonthidae. Inga underarter finns listade i Catalogue of Life.